# Amphitheatrum Castrense
Het Amphitheatrum Castrense  is een antiek Romeins amfitheater in Rome. Naast het Colosseum is dit het tweede amfitheater in de stad, waar restanten van bewaard zijn gebleven.

## Bouw
Het Amphitheatrum Castrense is gebouwd in de eerste helft van de 3e eeuw, vermoedelijk onder Keizer Septimius Severus. Het amfitheater maakte deel uit van het keizerlijke complex bij het het Sessorium. In tegenstelling tot veel andere (en oudere) amfitheaters is het Amphitheatrum Castrense geheel uit baksteen gebouwd, in plaats van de meer gebruikelijke tufsteen. Het amfitheater heeft een elliptische vorm met een lengte van 88 en een breedte van 75,8 meter. De arena meet 68 bij 51 meter. Er was plaats voor ongeveer 3.500 toeschouwers. Dit waren waarschijnlijk voornamelijk leden van de keizerlijke hofhouding en hun familie.
Oorspronkelijk waren er 3 verdiepingen met 48 open arcaden. Evenals bij het Colosseum kon over de tribunes een groot zeil (velarium) worden gespannen, om de bezoekers te beschermen tegen de hitte van de zon. Tegen de façade waren pilasters en Korinthische zuilen gemetseld.

## Opname in de Aureliaanse Muur
Tussen 271 en 275 werd een nieuwe stadsmuur om Rome gebouwd door Keizer Aurelianus. De muur kruiste ook de plaats waar het Amphitheatrum Castrense staat. In plaats van het amfitheater af te breken werd het simpelweg in de muur opgenomen, hiervoor werden de arcaden aan de buitenzijde van de muur dichtgemetseld en de tribunes en binnenmuur gesloopt. Dit was veel goedkoper en sneller dan een nieuw stuk muur te bouwen.
Een aantal andere gebouwen onderging hetzelfde lot en werd ook in de stadsmuur opgenomen. Omdat de Aureliaanse Muur voor de verdediging van de stad altijd is onderhouden, is het Amphitheatrum Castrense ook blijven bestaan.

## Het amfitheater tegenwoordig
Tussen 1556 en 1557 werd het amfitheater om defensieve redenen verbouwd. De tweede en derde verdieping werden daarbij vrijwel geheel afgebroken. In de 18e eeuw lieten de monniken van het nabijgelegen klooster nog enkele delen afbreken, om ruimte te maken voor hun nieuwe huisvesting.
Tegenwoordig rest alleen nog de buitenmuur. De derde verdieping is helemaal verdwenen en van de tweede rest slechts 1 arcade. De binnenmuur is wel weer herbouwd. Het amfitheater wordt nu als binnentuin gebruikt voor de pastorie van de basiliek Santa Croce in Gerusalemme en is niet toegankelijk voor publiek.

## Afbeeldingen

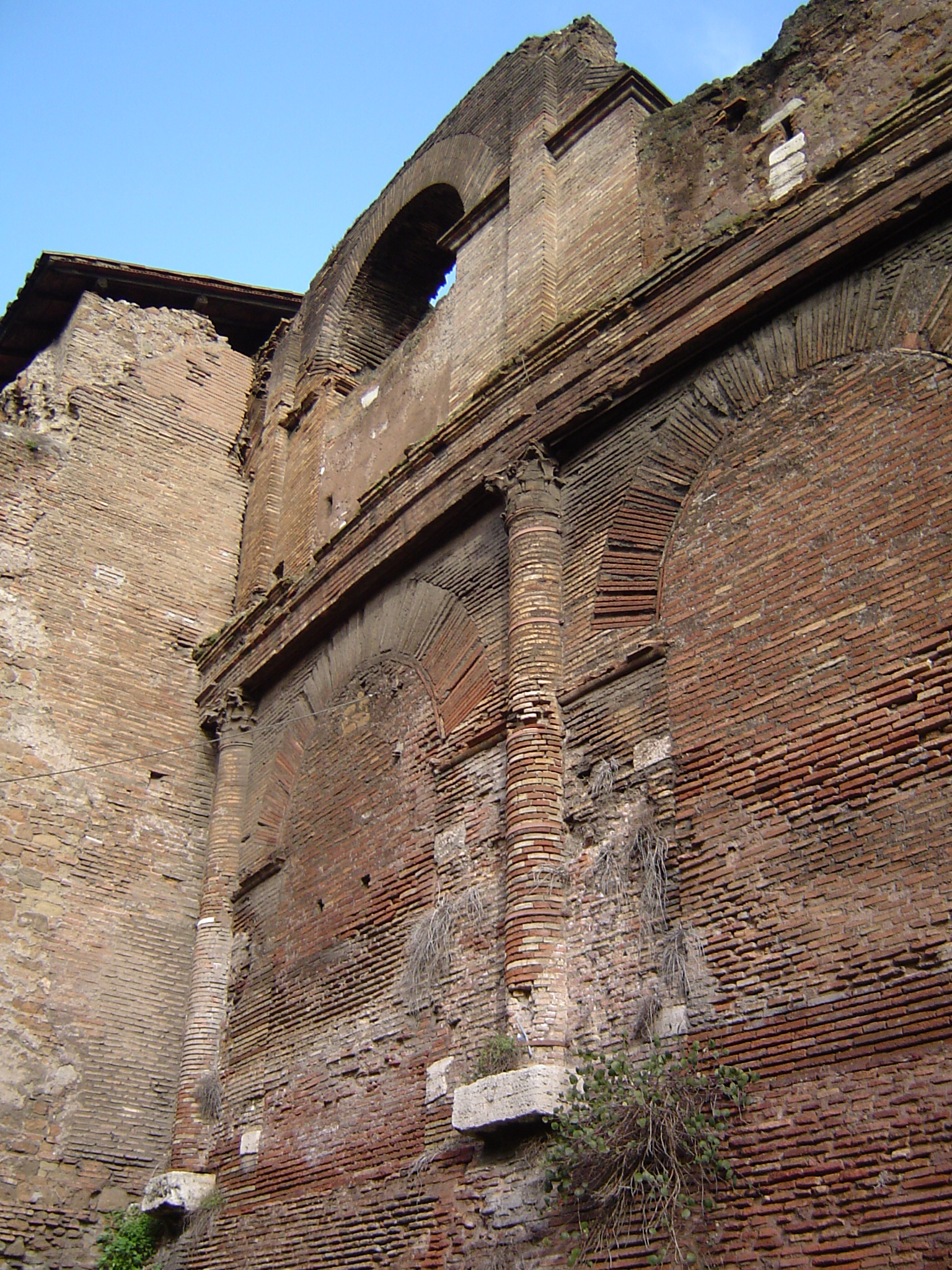
Dichtgemetselde Arcade van de buitenmuur
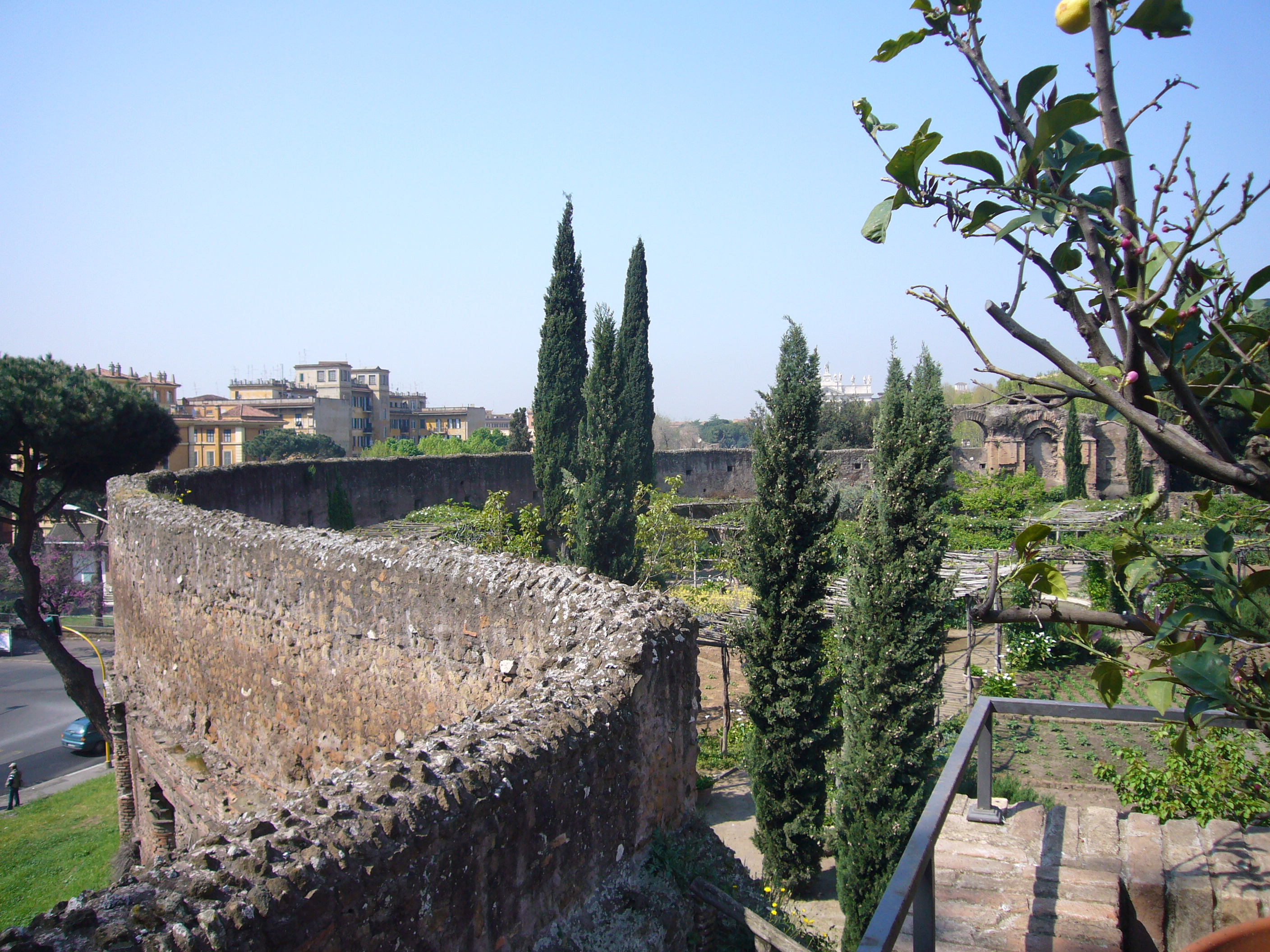
Interieur
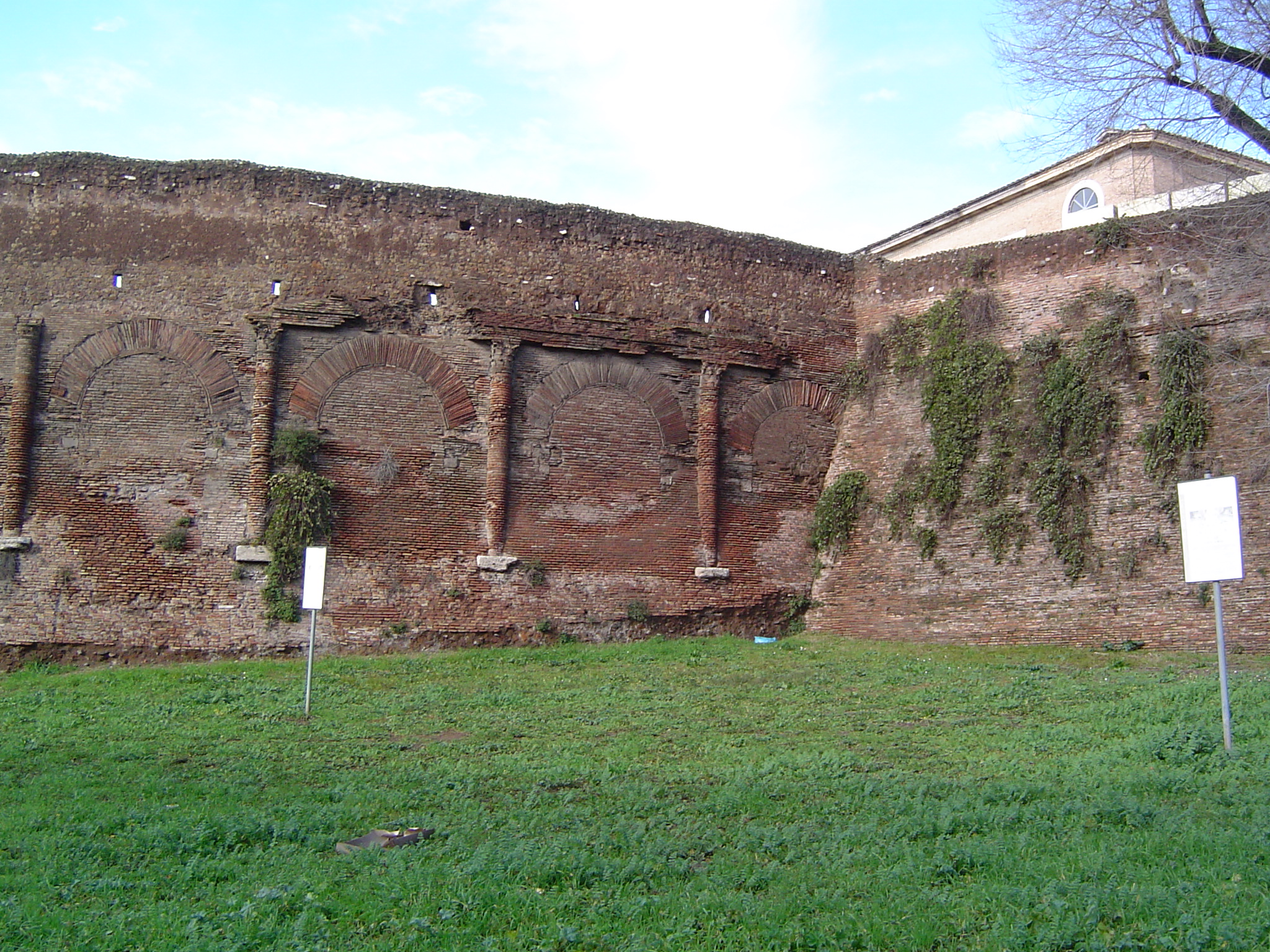
Het amfitheater en de Aureliaanse muur
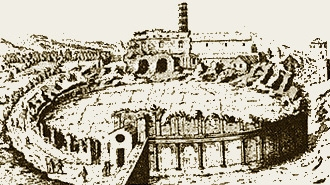
Amphiteatrum Castrense in de 16e eeuw. Een deel van de 3e verdieping en resten van de tribunes zijn nog te zien